# Macierzanka zwyczajna
Macierzanka zwyczajna (Thymus pulegioides L.) – gatunek rośliny należący do rodziny jasnotowatych. Znana też jako macierzanka jajowata. Ten aromatyczny, niski półkrzew występuje na rozległych obszarach Europy, a jako introdukowany także w Ameryce Północnej i Nowej Zelandii. W Polsce jest pospolity. Rośnie w miejscach słonecznych, w murawach i na skałach, źle znosi zacienienie. Jest jednym z trzech gatunków macierzanek cenionych jako rośliny przyprawowe oraz lecznicze (poza macierzanką zwyczajną podobnie stosowana jest macierzanka piaskowa i tymianek). Gatunek ten bywa także uprawiany jako roślina ozdobna.

## Rozmieszczenie geograficzne
Naturalny zasięg macierzanki zwyczajnej obejmuje większą część Europy: od Wielkiej Brytanii na wschód przez Danię, Norwegię i Szwecję, na południe przez Litwę, Łotwę i Estonię i dalej po Ukrainę. Na południu zasięg obejmuje teren od Bułgarii, przez Albanię, Włochy, Francję, po Hiszpanię i Portugalię. Gatunek jest notowany jako obcy (uciekinier z upraw) we florze Kanady (prowincje: Kolumbia Brytyjska, Manitoba, Nowy Brunszwik, Ontario, Wyspa Księcia Edwarda, Quebec) oraz Stanów Zjednoczonych (stany: Connecticut, Delaware, Massachusetts, Maine, Michigan, Karolina Północna, New Hampshire, Nowy Jork, Oregon, Pensylwania, Rhode Island, Wirginia, Wirginia Zachodnia, Vermont). Jako zdziczały rośnie też w Nowej Zelandii.
W Polsce gatunek jest rozpowszechniony niemal w całym kraju, przy czym pospolicie spotykany jest w części południowej. Lokalnie na Mazowszu, Podlasiu i w pasie nadmorskim bywa rzadki.

## Morfologia
PokrójPółkrzew dorastający do 10–20 cm wysokości (rzadko do 50 cm), tworzący darnie. Łodygi przeważnie wzniesione lub podnoszące się, czerwonawo nabiegłe, wyraźnie czterokanciaste, owłosione tylko na kantach. Ściany łodygi między kantami są nagie i często nieco wklęsłe. Włoski na kantach krótkie, odgięte łukowato w dół.
LiścieUlistnienie nakrzyżległe, liście osadzone po dwa w węźle, krótkoogonkowe. Blaszka liściowa długości 5–10 mm (rzadko do 18 mm) i szerokości 0,5–5 mm, jajowata, całobrzega, prawie naga, tylko na brzegach orzęsiona. Wierzchnia strona blaszki jest matowa lub lekko błyszcząca, z widocznymi kropkami. Użyłkowanie liścia jest otwarte, od żyłki głównej odchodzą w odstępach żyłki drugiego rzędu.
KwiatyMałe, od różowych do czerwonawych i fioletowych, rzadko białe. Rosną w ciasnych nibyokółkach formując na szczycie łodygi główkowaty lub wydłużony kwiatostan, przy czym dolne nibyokółki często są oddzielone. Kwiatostan osiąga od 1 do 15 cm długości. Kwiaty mają jedną płaszczyznę symetrii. Kielich długości 3–4 mm, wąsko dzwonkowaty, dwuwargowy, brzegiem orzęsiony, koloru od zielonego do czerwonego. Górna warga kielicha trójząbkowa, ząbki wąsko trójkątne. Dolna warga z dwoma wąskimi ząbkami. Korona kwiatu nieregularna, długości ok. 6 mm, zrosłopłatkowa, dwuwargowa, owłosiona. Górna warga korony płaska, na końcu karbowana. Dolna warga trójząbkowa, ze środkowym ząbkiem większym niż boczne. Pręciki 4 (dwa dłuższe i dwa krótsze), wystające z korony, wolne, o różowych, czerwonawych lub purpurowych pylnikach. Słupek złożony z dwóch zrośniętych owocolistków, na szczycie rozwidlony.
OwoceCzteroczęściowa rozłupnia, rozpadająca się na cztery rozłupki kulistawe do jajowatych o długości 0,6–0,8 mm. Nasiona nieowłosione, o łupinie gładkiej lub ziarnistej, brązowej do ciemnobrązowej.

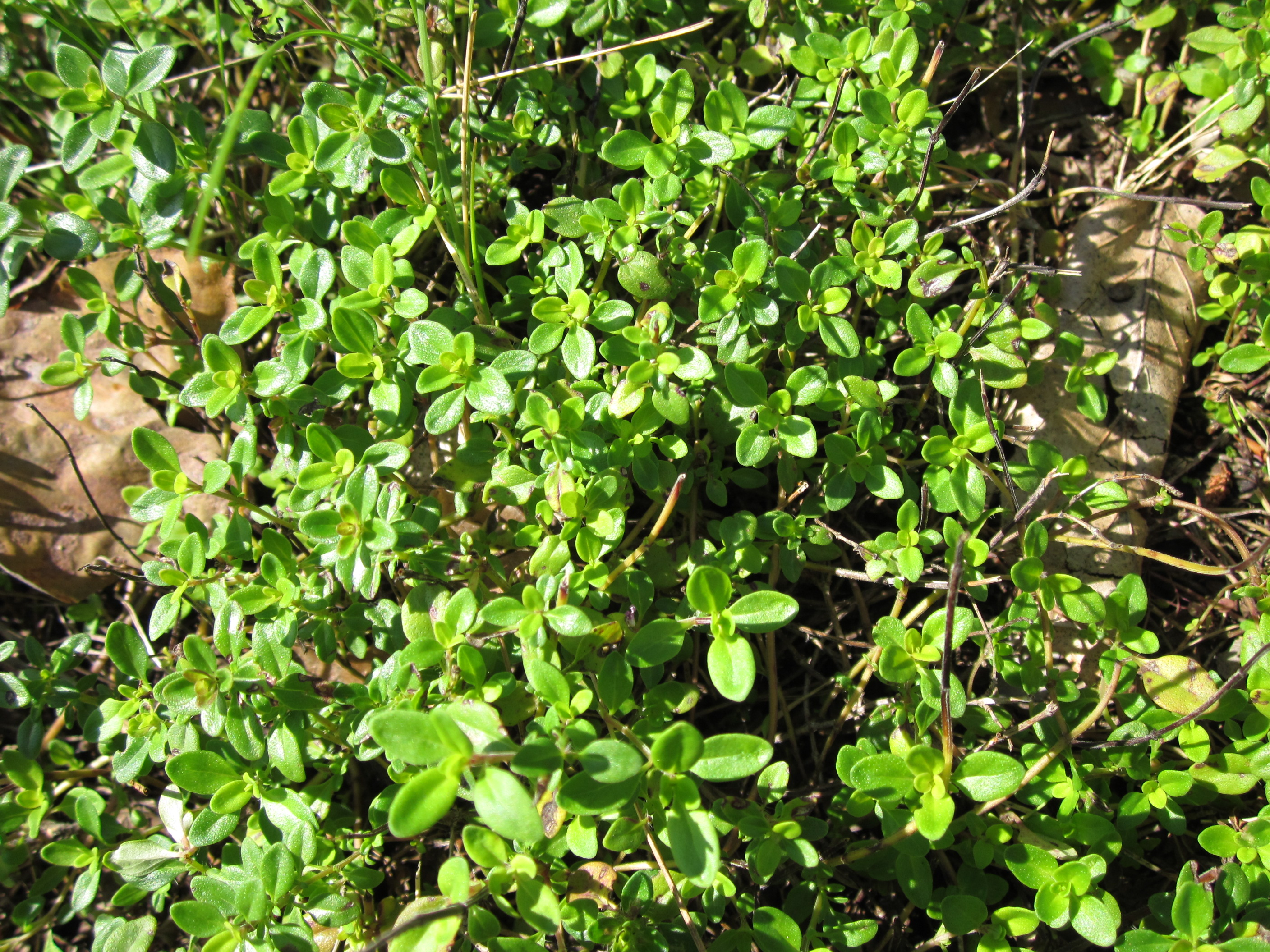
Liście
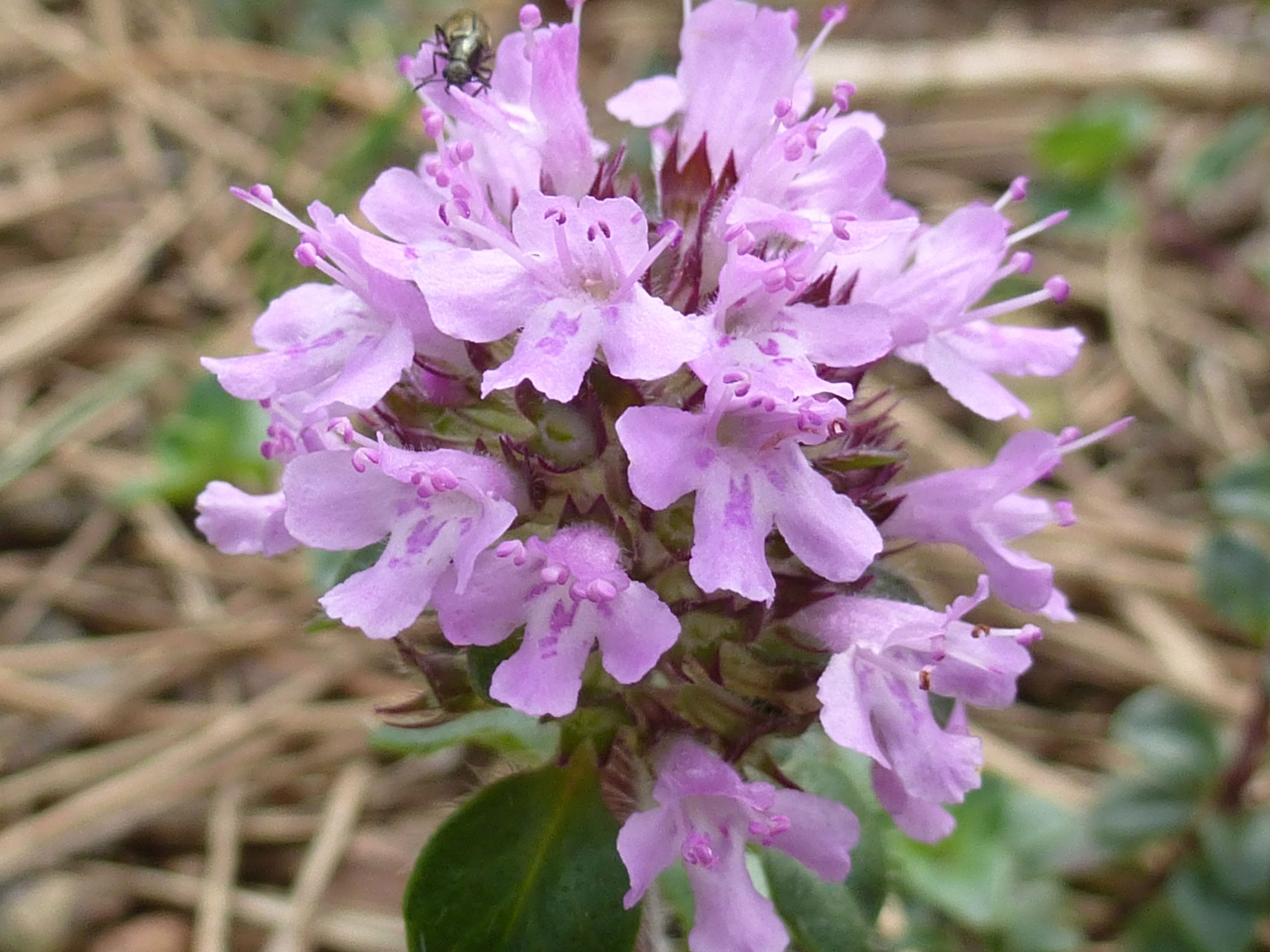
Kwiaty
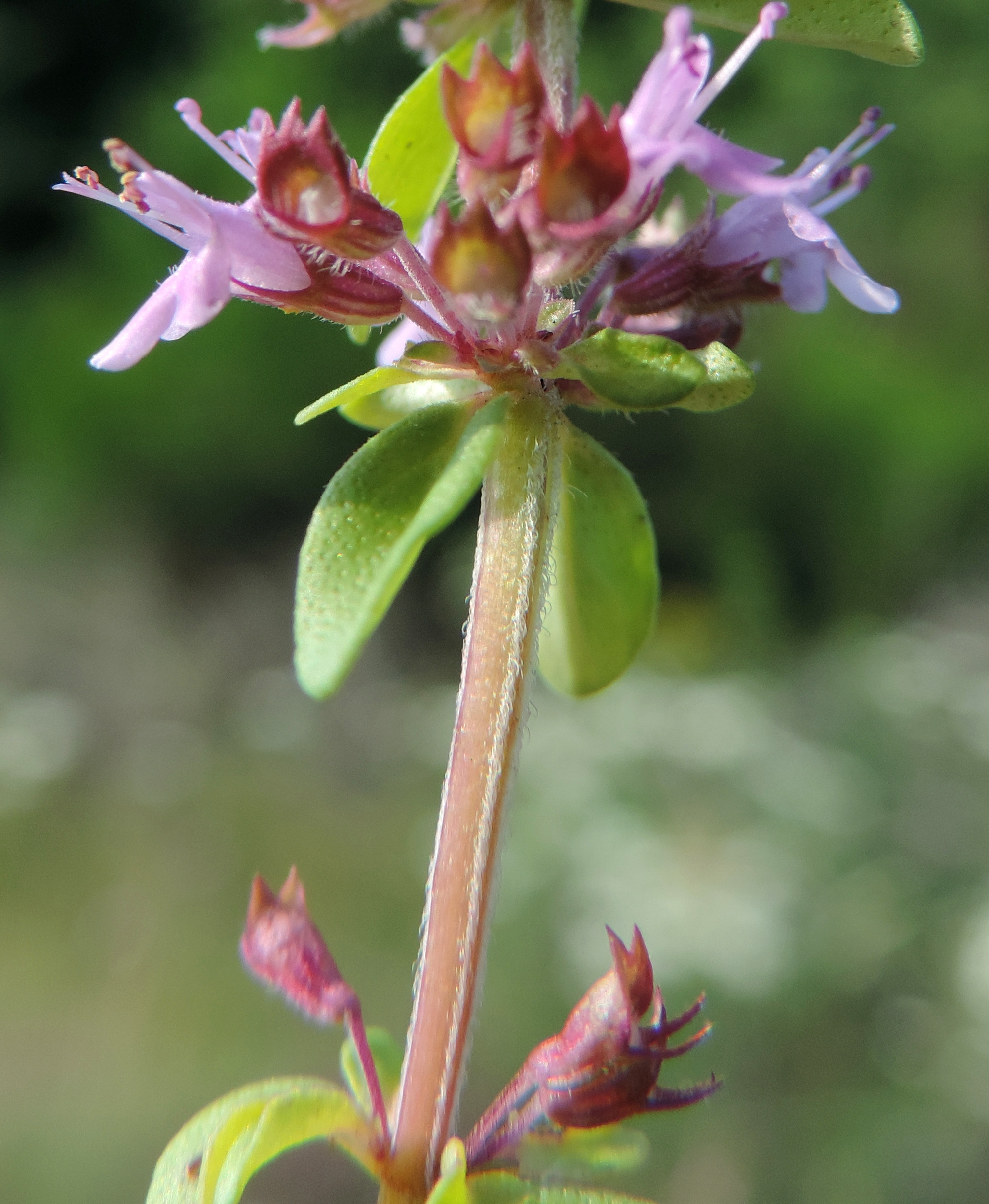
Łodyga
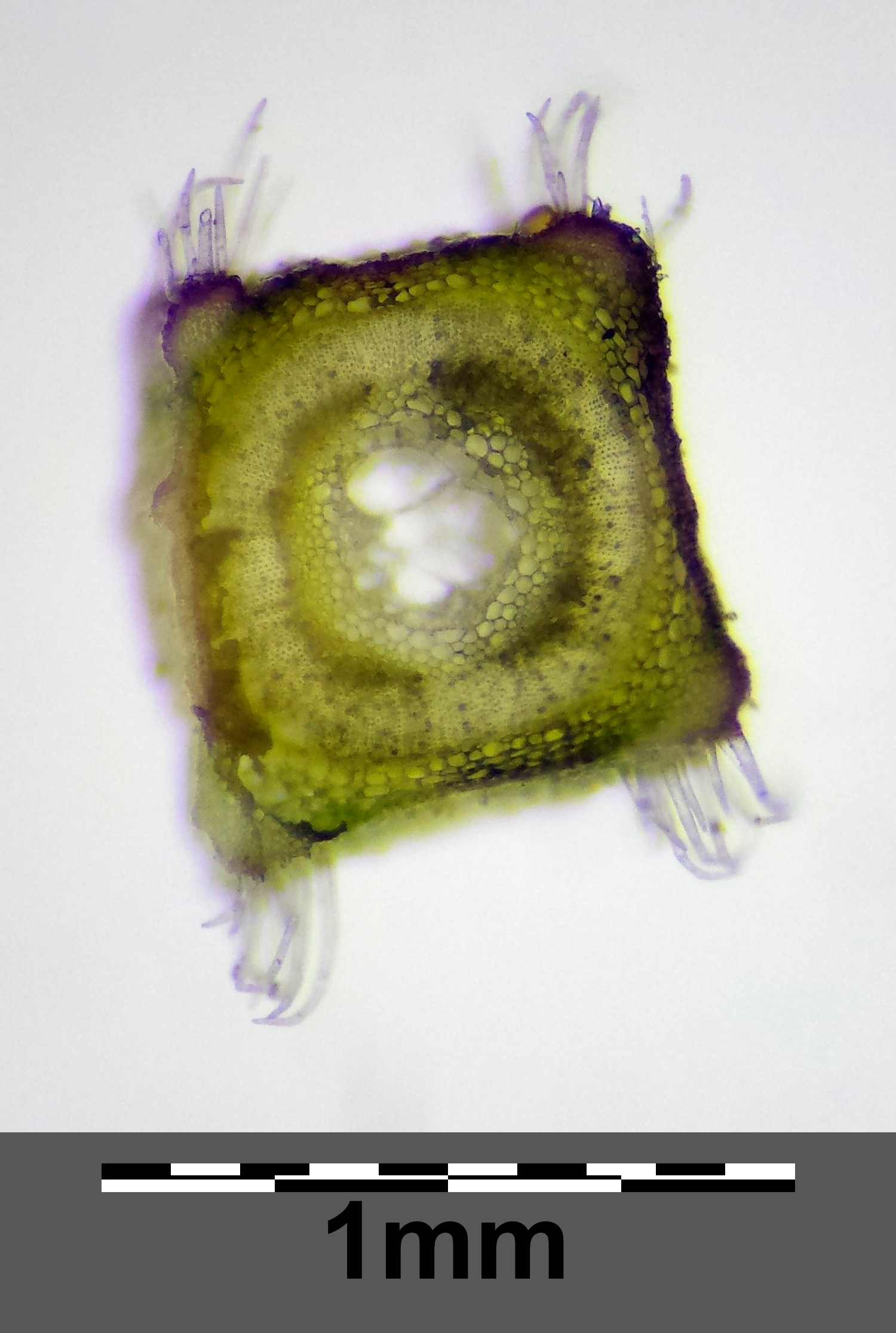
Przekrój łodygi

Gatunki podobneBywa trudna do odróżnienia od macierzanki piaskowej (Thymus serpyllum). Macierzanka zwyczajna jest od niej wyższa, łodygi ma bardziej wyprostowane i wszystkie pędy kończą się kwiatostanami. Łodygi są przy tym ostro 4-kanciaste i owłosione tylko na brzegach, podczas gdy u macierzanki piaskowej (i innych dziko występujących w Polsce macierzanek) łodyga jest zaokrąglona i owłosiona dookoła.

## Biologia
RozwójZimozielony półkrzew, chamefit. W zależności od miejsca występowania kwitnie od czerwca do sierpnia lub nawet od maja do października. Kwiaty są obupłciowe, zapylane przez owady. Pylniki otwierają się i uwalniają pyłek przez szczeliny biegnące wzdłużnie. Słupek jest górny, zrosłoowockowy, złożony z dwóch owocolistków. Sok rośliny jest klarowny i wodnisty.
Cechy fitochemiczneOlejek eteryczny znajdujący się w nadziemnych częściach roślin zawiera różne składniki dominujące w zależności od chemotypu. Wyróżniono olejki, w których głównymi składnikami były: tymol, karwakrol/γ-terpinen/p-cymen, linalol, geranial/geraniol/neral i octan terpinylu. Spośród flawonoidów zawiera eriodiktiol, pochodne kwasu kawowego oraz flawon – 7-O-glukozyd luteoliny. Podobnie jak tymianek zawiera antocyjanidyny – cyjanidyny, czym różni się od pozostałych macierzanek. Najbardziej aromatyczne są rośliny rosnące w miejscach dobrze nasłonecznionych.

## Ekologia

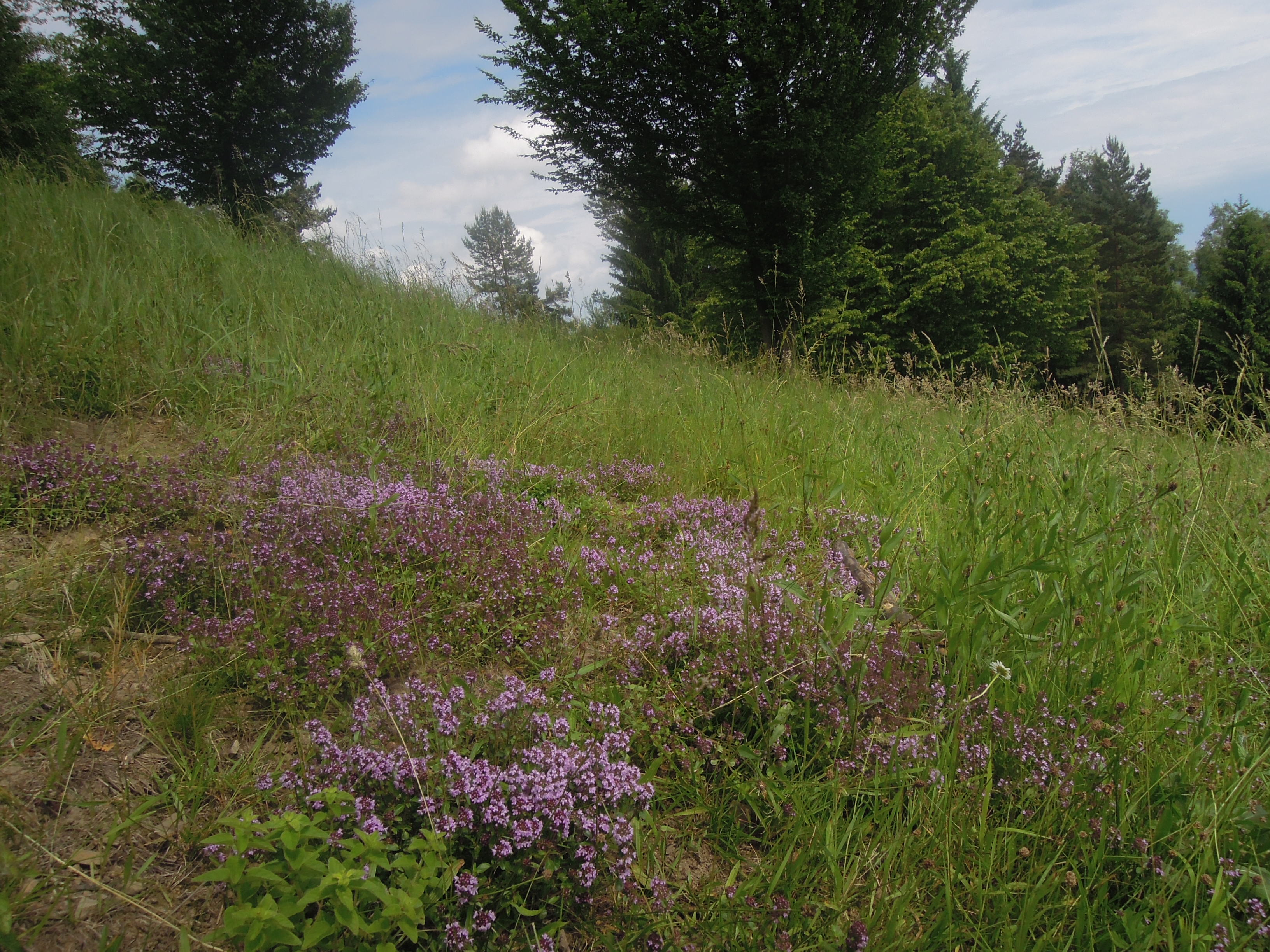
Murawa z macierzanką zwyczajną koło miejscowości Poteč w Czechach

### Wymagania siedliskowe
Macierzanka ta rośnie na słonecznych, suchych miejscach, na ubogich łąkach i pastwiskach, przydrożach, skarpach i skałach. Poza  naturalnymi stanowiskami utrzymuje się także jako pozostałość po uprawie, na trawnikach czy w parkach. Mimo to nie rozprzestrzenia się zbyt chętnie w środowisku antropogenicznym. Rośnie zwykle na glebach wapiennych, toleruje odczyn kwaśny, neutralny lub zasadowy. Nie toleruje zacienienia. W górach sięga po piętro regla dolnego, rzadko po piętro subalpejskie.

### Oddziaływania międzygatunkowe
Wypasanie owiec w miejscach, gdzie rośnie macierzanka zwyczajna, jest dla niej korzystne, ponieważ zwierzęta unikają tego gatunku, równocześnie zgryzając roślinność konkurencyjną.
Grzyby z gatunku Puccinia thymi (Fuckel) P. Karst., należące do rodziny rdzowatych, pasożytują na łodygach macierzanki zwyczajnej.
Rośliny tego gatunku są ważnym źródłem pokarmu dla wielu bezkręgowców. Obecność tego gatunku determinuje m.in. występowanie modraszka ariona, dla którego jest rośliną żywicielską, zarówno na etapie larwalnym, jak i po przepoczwarzeniu.
W fitosocjologii ma status gatunku wyróżniającego dla związków zespołów Vicio lathyroidis-Potentillion argenteae i Violion caninae oraz gatunku charakterystycznego dla zespołu przelotu pospolitego i koniczyny pagórkowej (Anthyllidi-Trifolietum montani).

## Systematyka i zmienność
Gatunek opisany został przez Karola Linneusza w Species Plantarum w 1753 roku (jako lektotyp wskazany został jeden z okazów zbieranych przez Linneusza). Zaliczany jest do sekcji Serpyllum. W obrębie gatunku tradycyjnie wyodrębniano podgatunki różniące się takimi cechami morfologicznymi jak długość liści, proporcja długości do szerokości liści i długość kwiatostanu. Eksperyment, w którym wegetatywnie namnażano rośliny różnych podgatunków, wykazał, że cechy uważane za diagnostyczne w istocie zależą od warunków środowiskowych i nie mają podstaw genetycznych. W efekcie uznaje się obecnie, że jest to polimorficzny gatunek, w obrębie którego można wyróżnić co najwyżej różne odmiany. Ze względu na złożoną systematykę rodzaju i wyróżniane liczne różne taksony wewnątrzgatunkowe lista synonimów jest bardzo długa.
Krzyżuje się często z Thymus serpyllum, tworząc mieszańce o nazwie Thymus × oblongifolius Opiz, poza tym z: Thymus pycnotrichus (Uechtr.) Ronniger tworząc Thymus × henryi Ronniger, 1924, T. alpestris, T. austriacus, T. carpaticus, T. glabrescens, T. kosteleckyanus, T. marschallianus i T. pulcherrimus. Wciąż uznawany za takson mieszańcowy jest Thymus × citriodorus (Pers.) Schreb. – efekt skrzyżowania macierzanki zwyczajnej z macierzanką tymiankiem Thymus vulgaris. W 2005 roku wnioskowano o uznanie tego taksonu za odrębny gatunek na podstawie analizy DNA.

## Zastosowanie

### Roślina lecznicza
Surowiec zielarskiSurowcem zielarskim jest ziele, które zawiera olejek eteryczny, flawony, fitoncydy, dużo garbników i inne substancje.
Zbiór i suszenieZiele można pozyskiwać do bezpośredniego użytku przez cały rok, jeśli przeznaczone jest do suszenia, zaleca się zbiór na początku kwitnienia. Ścina się nożycami nie zdrewniałe pędy kwiatowe i po usunięciu zanieczyszczeń suszy w cieniu. Suszone ziele należy chronić przed światłem i przechowywać w szczelnie zamkniętych naczyniach. Olejek pozyskiwany jest z suszu przez destylację wodną.
Działanie i zastosowanieW medycynie ludowej roślina wykorzystywana była na różne sposoby, w tym jako składnik lekarstwa na kaszel. Działa silnie odkażająco i jest zalecana jako środek wykrztuśny oraz wiatropędny. Olejek i jego składniki wykazują działanie przeciwgrzybiczne w stosunku do grzybów istotnych klinicznie, w tym przedstawicieli Candida, Aspergillus i dermatofitów. Skuteczność działania przeciwgrzybicznego olejków od roślin różnych chemotypów jest wyraźnie odmienna. W warunkach in vitro stwierdzono także działanie antyseptyczne olejku z macierzanki zwyczajnej zarówno wobec bakterii Gram-dodatnich, jak i Gram-ujemnych, przy czym szczególnie wyraźny był efekt synergiczny w przypadku stosowania wraz z antybiotykami. Stwierdzono, że zastosowanie preparatów z olejkiem macierzanki zwyczajnej w leczeniu zakażeń mogłoby pozwolić na zmniejszenie dawki leków stosowanych w antybiotykoterapii.

### Roślina przyprawowa
Przyprawę stanowi świeże lub suszone ziele zebrane na początku kwitnienia, najlepiej przed rozwinięciem się kwiatów. Najbardziej aromatyczne są rośliny rosnące na stanowiskach silnie nasłonecznionych. Macierzanka zwyczajna może stanowić składnik mieszanek przyprawowych, dodatek do zup i sosów mięsnych, warzyw, grzybów czy cukinii. Ma bardzo aromatyczny zapach i korzenny, gorzki smak. Jest przyprawą używaną przede wszystkim w kuchni śródziemnomorskiej, bardzo zbliżoną do tymianku, stosowaną podobnie i tak jak to ziele nadaje się szczególnie do przyprawiania potraw tłustych i ciężkostrawnych. Stare księgi zielarskie radzą dodawać macierzankę do potraw mięsnych i rybnych, ponieważ regulować ma trawienie.

### Roślina ozdobna

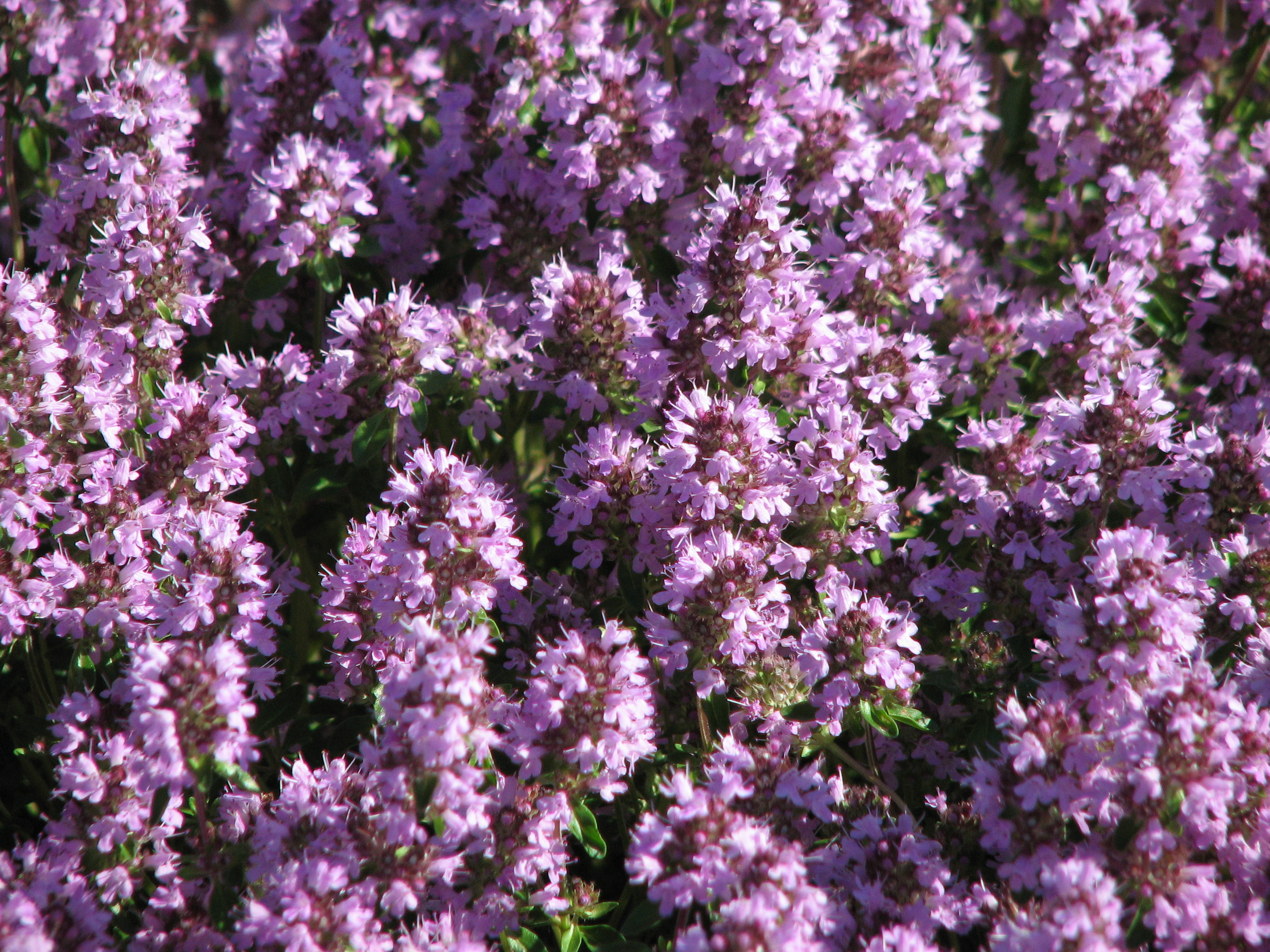
Roślina jest bardzo dekoracyjna podczas intensywnego kwitnienia

Sadzona w ogrodach, ceniona za walory zapachowe oraz kwiaty wabiące owady. W sprzedaży dostępnych jest szereg odmian uprawnych o ozdobnych liściach, m.in.:
- T. pulegioides 'Aureus' – liście jasnożółte, dorasta do 20 cm wysokości, stanowiska nasłonecznione;
- T. pulegioides 'Foxley' – o szerszych, zielono-białych liściach, osiąga wysokość 10 cm;
- T. pulegioides 'Sir John Lawes';
- T. pulegioides 'Archer's Gold';
- T. pulegioides 'Bertram Anderson' – niska, płożąca się odmiana (5–7 cm), liście jasnozielone latem, jasnożółte z czerwonymi końcówkami jesienią i zimą[35];
- T. pulegioides 'Goldentime';
- T. pulegioides 'Golden Dwarf'.

### Inne zastosowania
Olejek eteryczny pozyskiwany z liści jest również stosowany w przemyśle perfumeryjnym i produkcji płynu do płukania ust.
Jest to dobra roślina miododajna, chociaż w mniejszym stopniu niż macierzanka piaskowa.
Uznawana była także za roślinę magiczną – miała pomagać kobietom przyciągnąć męża oraz wspomagać egzorcyzmy.

## Uprawa
Roślinom uprawianym należy zapewnić stanowisko w pełni nasłonecznione, najlepiej na przepuszczalnej, wapiennej glebie. Uprawa udaje się również w miejscach suchych, na murkach, w ogródkach skalnych, a także między kamieniami ogrodowych ścieżek (toleruje lekkie wydeptywanie). Macierzanka zwyczajna nie lubi mokrych stanowisk, zwłaszcza w zimie. Warstwa żwiru wokół roślin pomaga chronić liście przed wilgotną glebą.
Gatunek w uprawie rozmnażany jest przez wysiew nasion wiosną do inspektu lub jesienią w szklarni. Siewki należy rozsadzić do pojemników i wysadzać do gruntu późną wiosną lub wczesnym latem, po ostatnich prognozowanych przymrozkach. Podział kępy wykonuje się wiosną lub jesienią, przy czym duże fragmenty można wysadzać od razu w docelowe miejsce, zaś mniejsze warto najpierw przetrzymać w pojemnikach w inspekcie lub szklarni w lekkim zacienieniu, aż podrosną. Następnie wysadzić latem lub kolejnej wiosny.